# Totebo

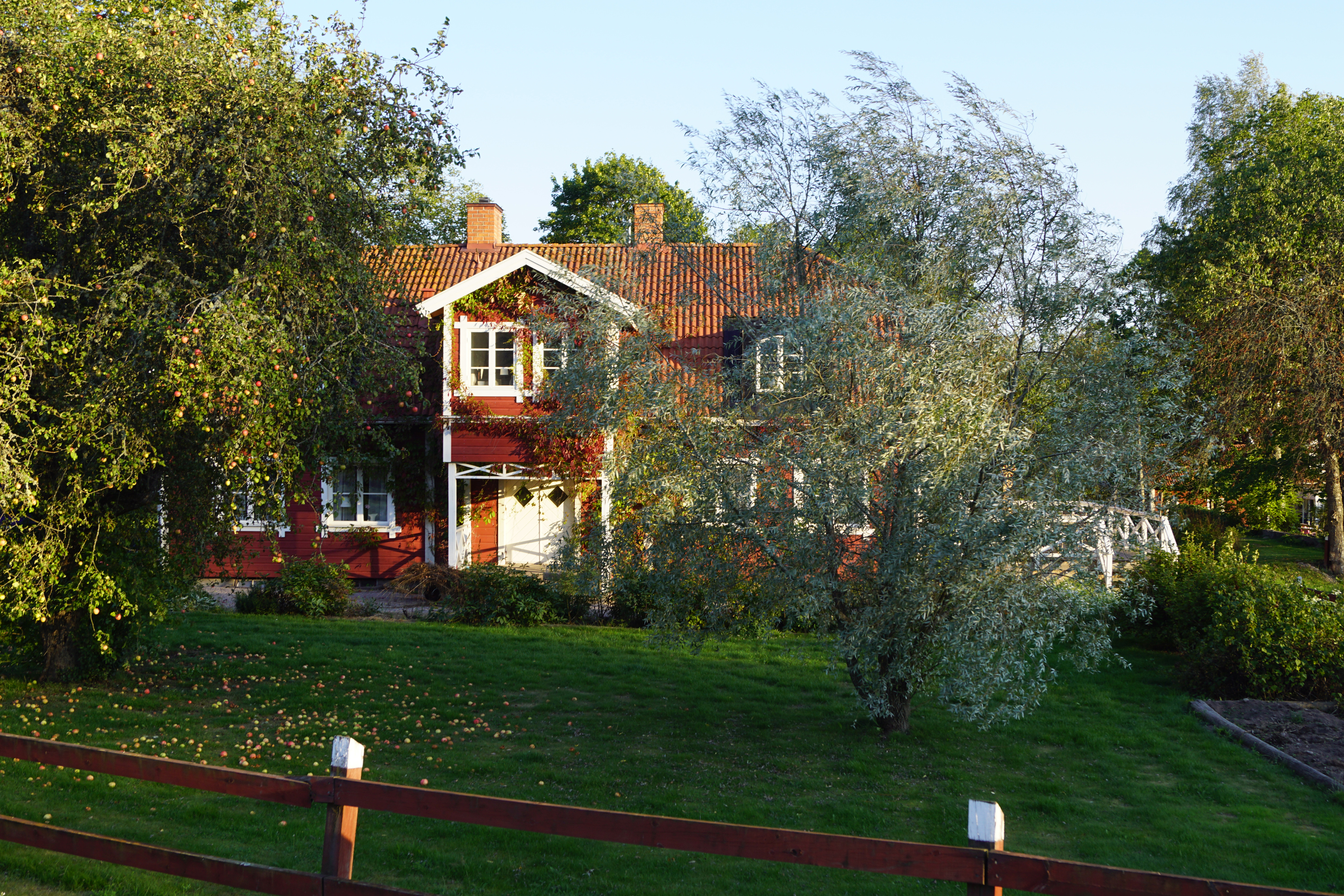
Totebo gård. Herrgårdens mangårdsbyggnad brann ner 1951.

Totebo är en tätort i sydvästra delen av Västerviks kommun i Kalmar län.

## Historia
Totebo uppstod som en hållplats när smalspårsbanan Västervik-Hultsfred invigdes 1879, varvid ett litet stationssamhälle växte upp. I början av 1900-talet etablerade sig en möbelfabrik i samhället som så småningom gjorde stor succé med de så kallade "radiomöblerna", Totebo AB. 

### Befolkningsutveckling
| Befolkningsutvecklingen i Totebo 1960–2020 | Befolkningsutvecklingen i Totebo 1960–2020 | Befolkningsutvecklingen i Totebo 1960–2020 | Befolkningsutvecklingen i Totebo 1960–2020 | Befolkningsutvecklingen i Totebo 1960–2020 |
| ------------------------------------------ | ------------------------------------------ | ------------------------------------------ | ------------------------------------------ | ------------------------------------------ |
|                                            |                                            |                                            |                                            |                                            |
| År                                         |                                            |                                            | Folkmängd                                  | Areal (ha)                                 |
| 1960                                       | 1960                                       |                                            | 330                                        |                                            |
| 1965                                       | 1965                                       |                                            | 339                                        |                                            |
| 1970                                       | 1970                                       |                                            | 326                                        |                                            |
| 1975                                       | 1975                                       |                                            | 340                                        |                                            |
| 1980                                       | 1980                                       |                                            | 331                                        |                                            |
| 1990                                       | 1990                                       |                                            | 325                                        | 49                                         |
| 1995                                       | 1995                                       |                                            | 311                                        | 50                                         |
| 2000                                       | 2000                                       |                                            | 271                                        | 50                                         |
| 2005                                       | 2005                                       |                                            | 256                                        | 50                                         |
| 2010                                       | 2010                                       |                                            | 239                                        | 50                                         |
| 2015                                       | 2015                                       |                                            | 237                                        | 47                                         |
| 2020                                       | 2020                                       |                                            | 221                                        | 47                                         |
|                                            |                                            |                                            |                                            |                                            |

## Näringsliv
Totebo AB sysselsätter 120 personer och är den enda industrin som finns i samhället.
Totebo lanthandel stängde i februari 2020.

## Totebo på film
Filmen I mörkaste Småland (1943) spelades delvis in på ortens järnvägsstation.